# Баумгартнер, Жюльен
Жюльен Баумгартнер (фр. Julien Baumgartner, р. 23 сентября 1976 года, Сен-Тропе, Франция) — французский актёр театра и кино, а также художник, фотограф и видеооператор. Российскому зрителю известен по фильмам «Черный тебе к лицу», «Секси бойз», «Загадочные убийства Агаты Кристи», «Турист» и ряда других.
За свою 12-летнюю карьеру снялся в 26 фильмах.
Лауреат Международного кинофестиваля телевизионных фильмов в Баньер-де-Люшоне.

## Биография
Окончил CNSAD (Национальная консерватория драматического искусства) в Париже

## Фильмография

### Сериалы
- с 2014 — Истоки / Origines — капитан Артюр дю Плесси
- С 2019 — Каин / Caïn — капитан полиции Марселя Фредерик Каин [1]